# Kallahti
Kallahti (en suédois : Kallvik) est une section du quartier de Vuosaari à Helsinki, la capitale de la Finlande.

## Description
Kallahti a une surface de 1,930 km2, elle a 6 991 habitants(1.1.2010) et offre 552 emplois(31.12.2008).

## Galerie

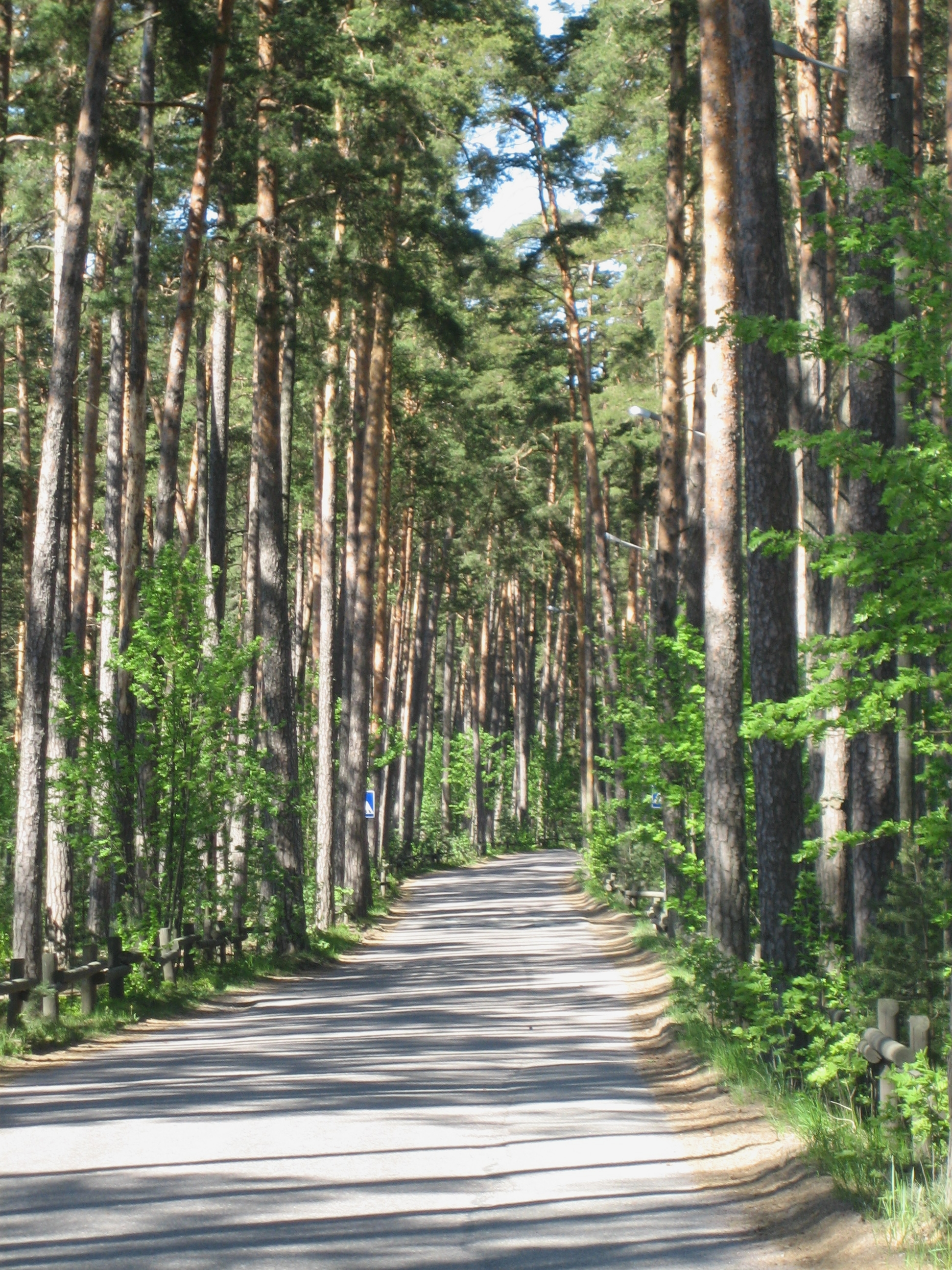
Route vers le parc naturel de Kallahti.
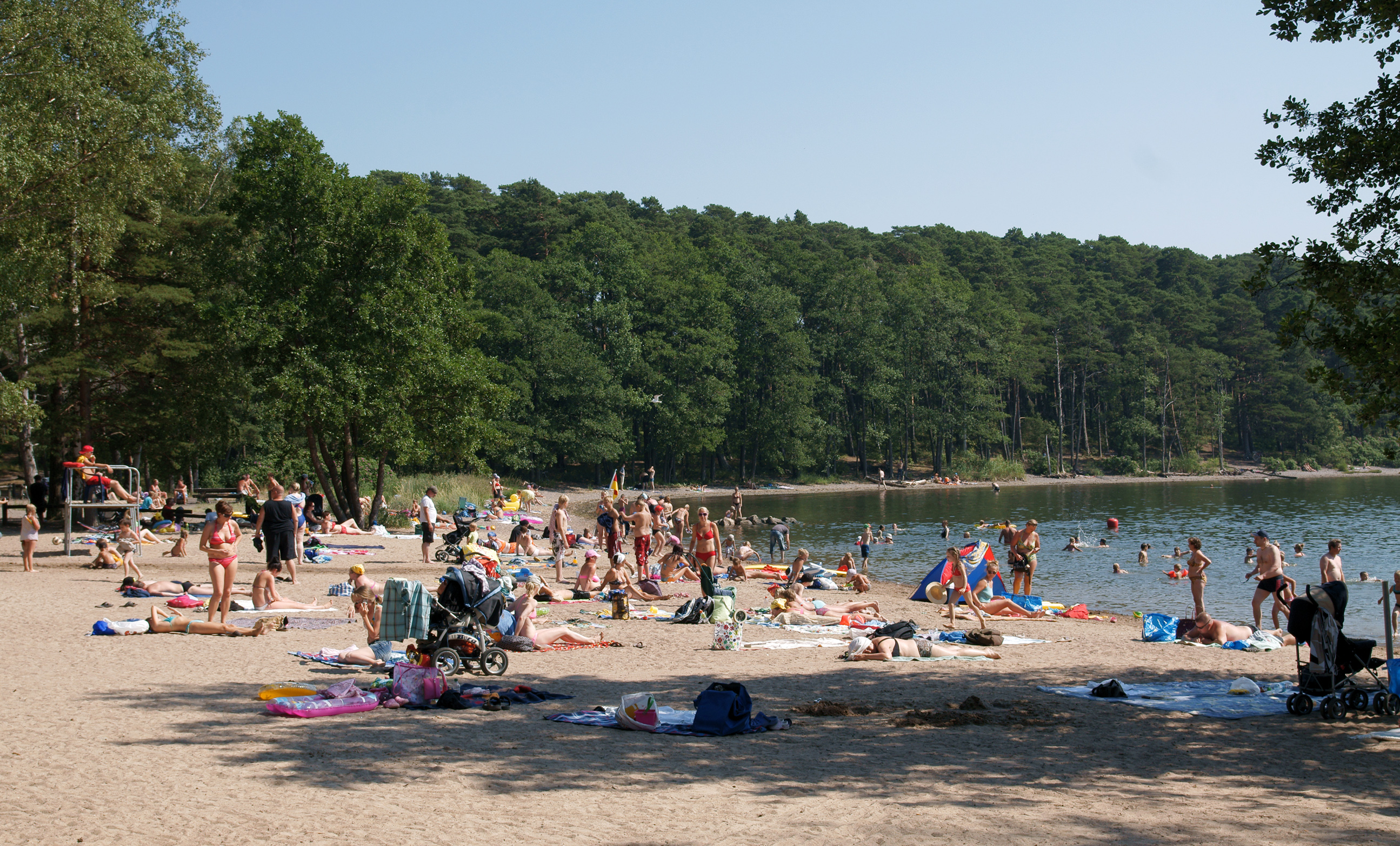
Plage de Kallahti.
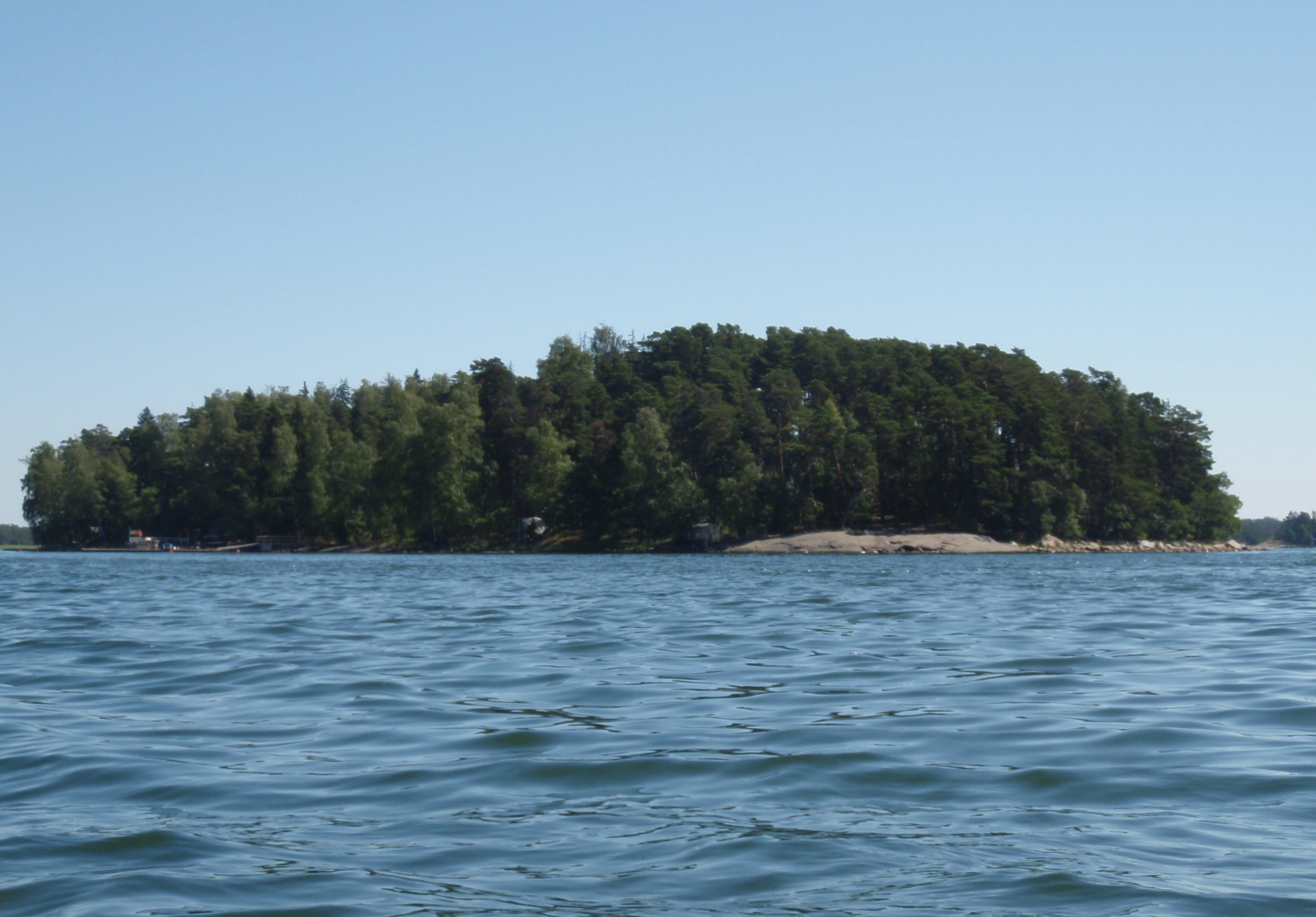
Ile Malkasaari.
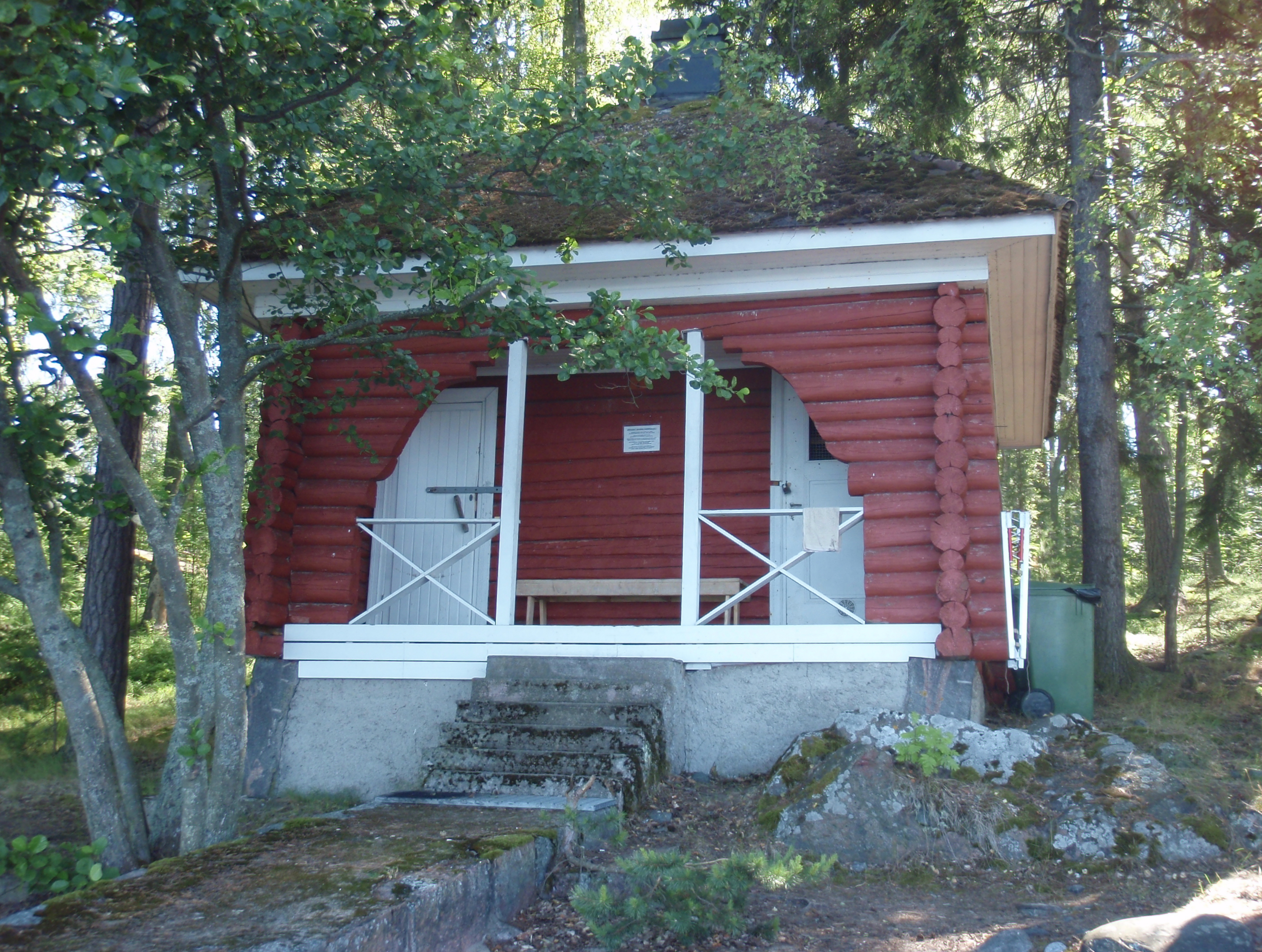
Sauna sur l'île Malkasaari.
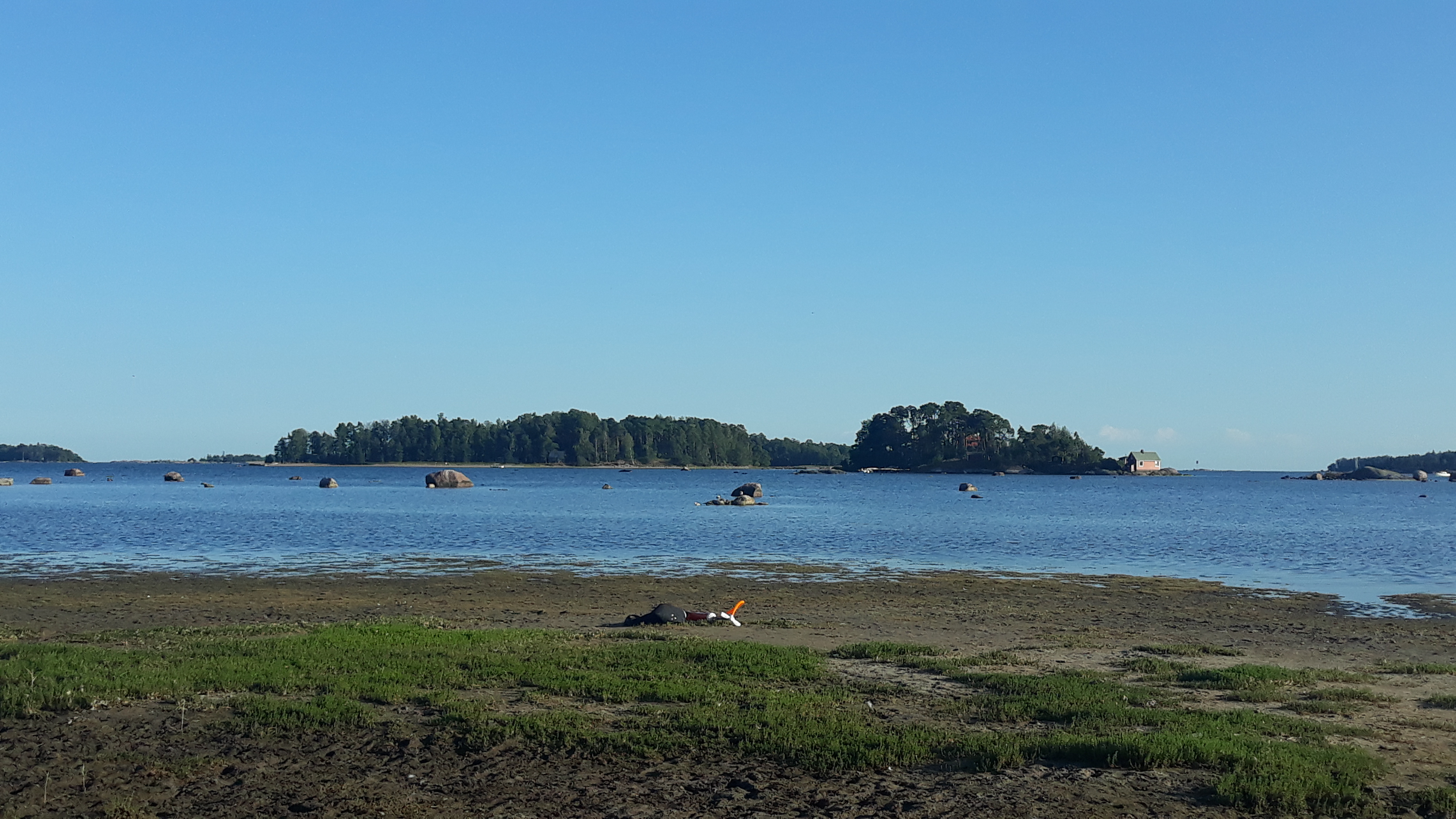
Santinen en arrière-plan à gauche et Haapasaari au premier plan à droite.